# André Grétry
André Ernest Modeste Grétry, född 8 februari 1741 i Liège, död 24 september 1813 på Rousseaus eremitage i Montmorency vid Paris, var en belgisk-fransk kompositör.
Av domkapitlet i Liège fick Grétry 1759 tillfälle att resa till Rom, där han under fem år var elev till Casali. Han insåg snart att hans fält inte var kyrkan, utan teatern, och han debuterade i Rom 1765 med Le vendemmiatrice. Via Genève återvände han till Paris, där emellertid hans Les Mariages samnites 1768 redan vid repetitionen på Stora operan gjorde fiasko. Då, när alla vänt honom ryggen och han bragts nära förtvivlan, tog sig den svenske ambassadören greve Creutz an honom och förmådde Marmontel att anförtro honom texten till Le Huron. Denna opera gavs redan samma år på Comédie italienne. Därefter utvecklade Grétry med framgång en förvånande alstringskraft. 
Bland hans många (omkring 50) operor kan nämnas Le Huron (1767), Les Mariages samnites (1768), Lucile (1769; Le Tableau parlant (1769; Den talande tavlan, 1782), Sylvain (1770; Silvain, 1791), Les Deux Avares (1770; De bägge girige, 1778), Zémire et Azor (1771; Zemir och Azor, 1778), Le Magnifique (1773), Céphale et Procris (1773), Aucassin et Nicolette (1779), La fausse magie (1775; Den falska svartkonsten, 1792), Le Jugement de Midas (1778), L'Amant jaloux (1778; Andromaque (1780), Colinette à la cour (1782), Den svartsjuke älskaren, 1790), L'Épreuve villageoise (1784), Richard Coeur-de-Lion (1784; Konung Rikard Lejonhjärta, 1791), som ännu uppförs i Paris, Pierre le Grand (1790), Guillaume Tell (1791), La Caravane du Caire (samma år; Caravanen, 1796) och Les méprises par ressemblance (1786; De båda grenadiererna, 1877), alla med lycka givna i Sverige. År 1795 fungerade Grétry några månader som inspektor för konservatoriet; för övrigt hade han inget ämbete. Däremot överhopades han med hedersbetygelser och blev bland annat medlem av Institut de France 1796. 
Grétry är i den franska komiska operans historia en epokgörande personlighet och spelar där ungefär samma roll som Gluck inom den stora operan. Sanning var det mål han angav i sina med Legrands tillhjälp skrivna Mémoires ou essais sur la musique (1789; nya upplagor i 3 band 1797 och 1829), och han gick till och med stundom för långt i minutiös deklamatorisk texttolkning. Harmoniseringen är hans svaghet, och instrumentationen överlät han vanligen åt sina vänner. Men i behaglig, uttrycksfull melodi står han i första ledet bland franska mästare, och han lämnade åt eftervärlden ett rikt arv, som sedan ytterligare riktades av Isouard, Boieldieu, Auber, Adam med flera. Statyer över Grétry restes 1809 i Opéra-comiques vestibul och 1842 i Liège (modellerad av Willem Geefs). En samlad upplaga av hans operor utgavs med början 1883 av Breitkopf & Härtel, under belgisk redaktion.

## Eftermäle
Asteroiden 3280 Grétry är uppkallad efter honom.

## Musikverk
- Anakreon på Samos med text av Jean Henri Guy.[12]